# جوي (مغنية)
باك سو يونغ (ولدت في 3 سبتمبر، 1996) وتعرف أيضا باسم جوي، هي ممثلة كورية جنوبية. وهي عضوة في مجموعة الفتيات الكوريات رد فلفت.

## النشأة
ولدت جوي في جزيرة جيجو، في كوريا الجنوبية. كانت جوي مهتمة بموسيقى الهرولة الحديثة في طفولتها. لاقت إعجاب كبير بعد غنائها أغنية الروك فلاين دوك في المدرسة الابتدائية، وتشجعت لدخول مجال الغناء. قدمت تجربة أداء لاستوديو إس إم إنترتينمنت في سيول 2012. وتدربت مع الوكالة لمدة عامين، وخلالها أعطتها مدربة الصوت الاسم المسرحي جوي.

## السيرة
قدمت جوي رسميا باعتبارها العضو الرابع في فرقة رد فلفت يوم يوليو 2014. أطلقت الفرقة أغنية رقمية بعنوان السعادة في أغسطس 2014.
انضمت جوي إلى الموسم الرابع من برنامج تلفزيون الواقع We Got Married في عام 2015، حيث ظهرت أمام عضو فرقة بي تو بي المغني يوك سن جي. ظهرت في أول تصويري منفرد لها في مجلة الموضة الكورية CéCi.

## فيلموغرافيا

### مسلسلات تلفزيونية
| السنة | عنوان          | قناة البث   | الدور       | ملاجظة     | Ref.   |
| ----- | -------------- | ----------- | ----------- | ---------- | ------ |
| 2016  | أحفاد الشمس    | كي بي اس 2  | نفسها       | ظهور (ح16) | [ 14 ] |
| 2017  | الكاذب وعشيقته | تي في إن    | يون سو ريم  | دور رئيسي  | [ 15 ] |
| 2018  | الإغواء        | ام بي سي    | اون تاي هي  | دور رئيسي  |        |
| 2021  | شخص واحد فقط   | جي تي بي سي | سيونغ مي دو | دور رئيسي  | [ 16 ] |

## وصلات خارجية
- جوي على موقع IMDb (الإنجليزية)
- جوي على موقع ميوزك برينز (الإنجليزية)
- جوي على موقع ديسكوغز (الإنجليزية)
- جوي على موقع قاعدة بيانات الفيلم (الإنجليزية)